# Vicodin
Vicodin es la marca comercial acuñada por laboratorios Abbott Laboratories (en los Estados Unidos) para la asociación de los fármacos analgésicos hidrocodona (derivado analgésico opiáceo) y paracetamol, usada en el control del dolor moderado e intenso. Se toma por vía oral. El uso recreativo es común en los Estados Unidos.
Los efectos secundarios comunes incluyen mareos, somnolencia, estreñimiento y vómitos. Los efectos secundarios graves incluyen adicción, disminución de la frecuencia respiratoria, presión arterial baja, síndrome serotoninérgico, reacciones alérgicas graves e insuficiencia hepática. El uso durante el embarazo puede dañar al feto. No se recomienda su uso con alcohol. La hidrocodona funciona uniéndose al receptor opioide mu. No está claro cómo funciona el paracetamol, pero puede implicar el bloqueo de la creación de prostaglandinas.
La hidrocodona/paracetamol se aprobó para uso médico en los Estados Unidos en 1982. En los Estados Unidos, es una sustancia controlada de la lista II. En 2020, fue el decimosexto medicamento más recetado en los Estados Unidos, con más de 30  millones de recetas. No está disponible en el Reino Unido, aunque sí lo está la combinación similar codeína/paracetamol (co-codamol). Se vende bajo las marcas Vicodin y Norco, entre otras.

## Usos

### Médico
Vicodin (hidrocodona/paracetamol) es una combinación de dosis fija que consiste en el opioide hidrocodona y el analgésico no opioide paracetamol. Está indicado para el alivio del dolor moderado a intenso de tipo agudo, crónico o posoperatorio. La hidrocodona/paracetamol viene en forma de solución oral y tabletas; sin embargo, la fuerza de cada componente puede variar. En octubre de 2014, la administración para control de drogas reprogramó los medicamentos combinados con hidrocodona del programa III al programa II debido a su riesgo de uso indebido, abuso y desvíos.

### Recreativo
El desvío de hidrocodona y el uso recreativo se han intensificado debido a sus efectos opioides. En 2009 y 2010, la hidrocodona fue el segundo opioide farmacéutico encontrado con mayor frecuencia en las pruebas de drogas enviadas a los laboratorios forenses federales, estatales y locales de EE. UU. para recuperar información de evidencia de drogas (STRIDE).

### Embarazo y lactancia
El uso prolongado de hidrocodona/paracetamol durante el embarazo puede provocar el síndrome de abstinencia de opioides neonatal. La hidrocodona/paracetamol pasa a la leche materna y puede dañar al bebé.

### Insuficiencia renal y hepática
Utilizar con precaución debido al posible riesgo de toxicidad.

## Efectos secundarios

### Más común
- Aturdimiento o mareos[10]
- Euforia[10]
- Sedación[10]
- Náuseas y vómitos[10]
- Dolores de cabeza[10]

### Menos común
- Sistema nervioso central: Somnolencia, confusión, letargo, ansiedad, miedo, malestar, dependencia, cambios de humor, deterioro del rendimiento mental y físico.[10]
- Sistema gastrointestinal: Estreñimiento.[10]
- Sistema genitourinario: Incapacidad para orinar, espasmos de la vejiga.[10]
- Depresión respiratoria: Disminución de la frecuencia y el esfuerzo respiratorio.[10]
- Deficiencia auditiva, pérdida auditiva permanente.[10]
- Dermatológico: Erupción, picor.[10]

### Advertencia de riesgo
"El paracetamol se ha asociado con casos de insuficiencia hepática aguda, que a veces resulta en un trasplante de hígado o la muerte. La mayoría de los casos de daño hepático están asociados con el uso de paracetamol en dosis que superan los 4000 miligramos por día y, a menudo, implican más de un producto que contiene paracetamol".

## Fórmula (composición)
- Hidrocodona tartrato
- Paracetamol (acetaminofeno)